# Зайцов, Арсений Александрович
Арсений Александрович Зайцов (1889 — 2 апреля 1954, Париж) — офицер Русской императорской армии, педагог, полковник Генштаба, эмигрант.

## Биография
Окончив в 1906 году курс общих классов Пажеского корпуса перешёл Николаевское инженерное училище и в 1909 году, окончив курс трёх классов его, был произведён в офицеры. Служил в лейб-гвардии Семёновском полку. Незадолго до начала Первой мировой войны поступил в Императорскую Николаевскую военную академию, но не успел её окончить, так как вышел на войну в рядах своего полка.
В 1917 г. окончил старший класс 1-й очереди ускоренных курсов Николаевской военной академии. Капитан. Причислен к генеральному штабу.
В Добровольческой армии с конца 1918 г. Командовал батальоном Лейб-гвардии Семеновского полка в 1-м сводно-гвардейском полку. В Русской армии генерала Врангеля занимал должность старшего адъютанта штаба Донского корпуса генерала Абрамова. Вместе с Донским корпусом эвакуировался из Крыма — сначала в лагерь Чаталджа, около Константинополя, а затем на остров Лемнос. Прибыл с корпусом в Болгарию и до марта 1922 г. состоял на службе в штабе Донского корпуса в Стара-Загора, исполняя должность старшего адъютанта.
В 1924 г. переехал в Париж. Будучи отличным специалистом по Красной армии, Зайцов был привлечён председателем РОВС генералом А.П. Кутеповым к секретной работе. С 1928 года занимался преподавательской работой на Зарубежных высших военно-научных курсах Н. Н. Головина.
Автор ряда работ по истории военного искусства и истории гражданской войны в России. Скончался от кровоизлияния в мозг 2 апреля 1954 в Париже. Был похоронен на русском кладбище в Сент-Женевьев де Буа.

## Сочинения
- Германский Генеральный штаб. Белград, 1931.
- Учебник тактики. Париж. 1931.
- Руководство для унтер-офицеров. 1931. Часть I. Часть II. Часть III.
- Очерки новейшей военной истории. Париж, 1932.
- Высшая тактика. Париж, 1934.
- 1918 год. Очерки по истории русской гражданской войны. Париж, 1934.
  - Переиздание: Москва. Кучково поле. 2006. ISBN 5-901679-16-4.
- Семеновцы в 1914 году. Гельсингфорс. 1936.
- Динамика движения населения СССР на 1952 г. Институт по изучению истории и культуры СССР в Мюнхене, 1953.
- Орден Святого Великомученика и Победоносца Георгия: исторический очерк. Нью-Йорк. 1955.
- Служба Генерального штаба. Нью-Йорк: «Военный вестник», 1961.
  - Переиздание: Москва. Кучково поле. 2003.
- Раздел о вооружённых силах в справочнике: Russia U.S.S.R.: a complete handbook / edited by P. Malevsky-Malevitch. New York: W.F. Payson, 1933.
- Die Rote Armee. — Berlin: Obelisk-Verlag, 1934.

## Награды
- Георгиевское оружие (1916)
- Орден Святого Владимира 4-й ст. с мечами и бантом